# 江南市立藤里小学校
江南市立藤里小学校（こうなんしりつ ふじさとしょうがっこう）は愛知県江南市村久野町藤里にある公立小学校。

## 概要
- 江南団地開設に伴い、団地の住民の児童のために設置された小学校であり、児童の多くは江南団地から通学する。福岡ソフトバンクホークスの和田毅投手が小学4年まで江南団地に住んでおり、当校に在校していた。（のち、島根県出雲市の現在の実家に転居し、出身地は出雲市としている）。また、江南団地は近年外国人住居者が多いこともあり、江南市内の小学校では、外国籍の児童の割合が高い。往時は古知野南小学校（マンモス化で門弟山小学校を新設し、校区分割）に次ぐ江南市内2位の規模の児童数・学級数で、鉄筋校舎2棟が建設されたが、団地の住民の少子高齢化及び転居により、現在は江南市では最も児童数・学級数が少ない小学校となっている。

## 沿革
- 1969年（昭和44年）4月 - 江南市立藤里小学校として開校。校区は江南市立宮田小学校校区の一部と江南市立草井小学校校区の一部。
- 1970年（昭和45年） - 本館（鉄筋コンクリート造3階建）を増築する。
- 1971年（昭和46年） - 本館（鉄筋コンクリート造3階建）を増築する。
- 1972年（昭和47年） - プールが完成する。
- 1973年（昭和48年） - 本館（鉄筋コンクリート造3階建）を増築する。
- 1975年（昭和50年） - 南館（鉄筋コンクリート造4階建）が完成する。
- 1977年（昭和52年） - 南館（鉄筋コンクリート造4階建）を増築する。
- 1978年（昭和53年） - 北館が完成する。

## 通学区域
- 藤ケ丘、宮田神明町、村久野町（河戸、藤里、宮出、大門）[1]。

## 進学先中学校
- 江南市立宮田中学校

## 交通アクセス
- 名鉄バス江南団地E線「藤里小学校前」バス停より徒歩約3分。

名鉄犬山線江南駅から77系統「江南厚生病院」（ヴィアモール前、江南団地経由）行。

## 周辺施設
- 江南市立宮田中学校
- 江南市立門弟山小学校
- 江南団地
- フラワーパーク江南
- 川島スポーツ公園
- 曼陀羅寺
- 音楽寺
- 神明小網橋

## 著名な出身者
- 和田毅 - プロ野球選手（投手）[2]。同小1年生の時に野球を始め、5年生の時まで地元の少年野球チームに在籍していたが、6年生の時に父親の実家がある島根県へ転校した[3]。